# フィンガー・フォー

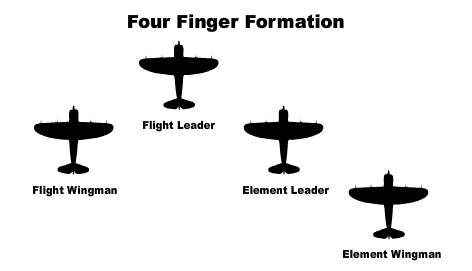

フィンガー・フォーは、ジェット戦闘機における編隊の組み方のひとつで、4機を1単位として編隊を組むものである。

## 概要

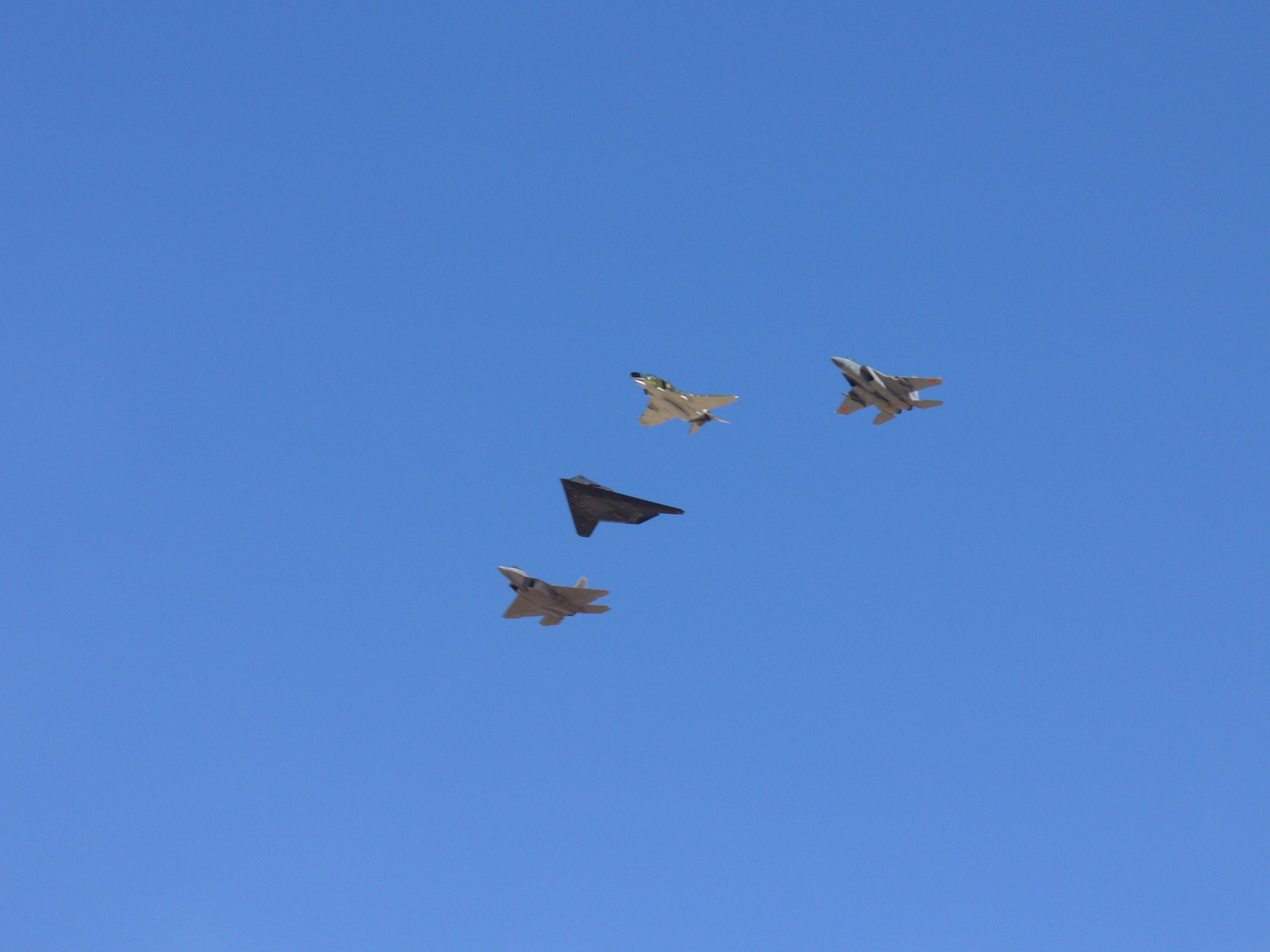
フィンガー・フォー編隊を組んで展示飛行する（手前から）
２番機：Flight Wingman：F-15
１番機：Flight Leader：F-4
３番機：Element Leader：F-117
４番機：Element Wingman：F-22

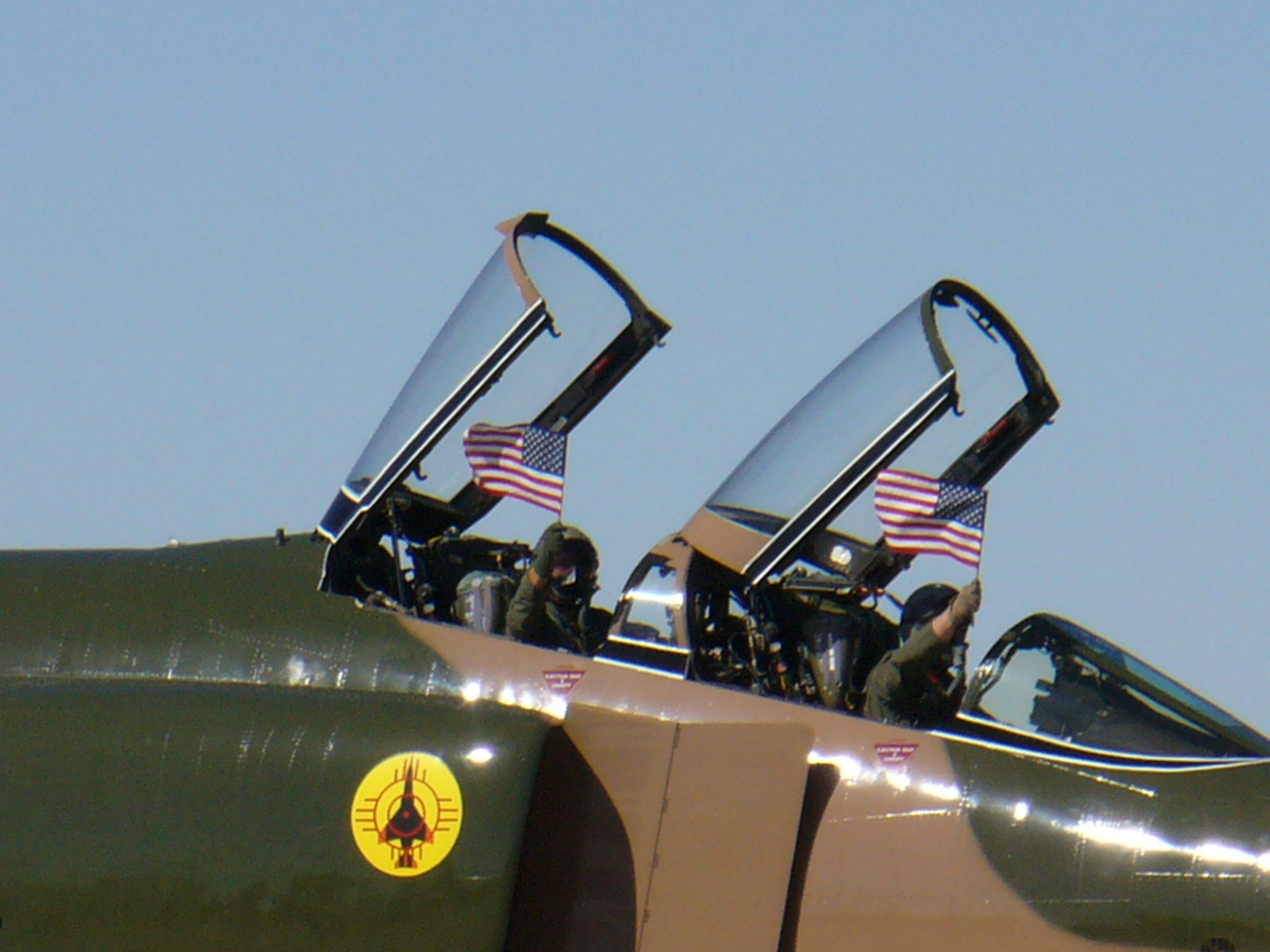
着陸後のタキシング時に星条旗を掲げる１番機のパイロット

戦闘機がプロペラ機の時代には、多数の機体で大編隊を組み、相手側を戦力的に圧倒する戦術が取られた。
その後、ジェット機が戦闘機の主流になった時代においては、ジェット機はプロペラ機より燃費が悪く、多数の機体で大編隊を繰り出すと大量の燃料を補給せねばならず、戦略上、燃料の補給が難しくなる。

そこで、ジェット機編隊を最小限度の4機で編成し、編隊単位でこまめに離着陸させて作戦行動させる手法が取られるようになった。現代でも、4機をひとつの単位とし、この単位の整数倍で編隊の全体を構成することが行われている。